# 中国地质大学李四光学院
中国地质大学（武汉）李四光学院，是中国地质大学的一个学院，为了纪念原北京地质学院首任校长李四光而设立。

## 与李四光的渊源
- 1952年李四光任北京地质学院首任校长。1954年当选为中国人民政治协商会议全国委员会副主席。1955年当选中国科学院院士。1958年当选为中国科学技术协会首任主席。1971年4月29日在北京逝世，享年82岁。

## 专业设置
- 地质学
- 地球化学
- 地球物理学
- 遥感科学与技术
- 学生毕业时达到学校预先规定的要求，全部进入中科院相关所和留校攻读研究生。